# Krštenje Isusovo
Krštenje Isusovo (Krštenje Gospodinovo) naziv je katoličkog i anglikanskog blagdana. 

## Povijest
Prema sinoptičkim evanđeljima, Sv. Ivan Krstitelj krstio je Isusa na rijeci Jordan. Kada je Isus izašao iz vode, molio se, ugledao otvorena nebesa i Duha Svetoga poput goluba gdje silazi na njega, a glas se zaorio s nebesa: Ti si Sin moj, Ljubljeni! U tebi mi sva milina! (Mt 3, 17; Mk 1,11; Lk 3,22)
Vrhunac Isusovog skrovitog zemaljskog života bilo je krštenje na Jordanu. Tada je započeo njegov javni život. Isus se nije trebao krstiti zbog toga, da mu se oprosti istočni grijeh. Kao čovjek je od začeća bio pun Duha Svetoga. Božanska osoba je oduvijek, od vječnosti, jedno s Ocem i Duhom Svetim. Ali uranjanjem u vodu kod krštenja na Jordanu, solidarizira se s grješnicima, simbolizira nastajanje nečeg novog što prije nije postojalo. Tim činom Isus naviješta da će zbog grješnika ići do kraja, da će umrijeti za njih.

## Blagdan
U tradiciji katoličke crkve, blagdan se prije slavio 13. siječnja, a sada se slavi u prvu nedjelju nakon 6. siječnja. Nakon ovog blagdana, završava božićno vrijeme, a započinje crkveno vrijeme kroz godinu. Istovremeno, spomen Isusova krštenja uključen je i u svetkovinu Bogojavljenja, koja se slavi 6. siječnja.

## Vanjske poveznice

### Sestrinski projekti
|  | Zajednički poslužitelj ima još gradiva o temi Krštenje Isusovo |
|  | Wikizvor ima izvorni tekst Krštenje Isusovo                    |

### Mrežne stranice
- Krštenje Gospodinovo  Arhivirana inačica izvorne stranice od 23. prosinca 2021. (Wayback Machine), Živo vrelo, 13. siječnja 2013.
- Ovo je mjesto Isusova krštenja, HKM, 10. siječnja 2021.
- Tomislav Ivančić, Krštenje Gospodinovo, www.medjugorje-info.com
- Marija Valtorta, Isusovo krštenje na Jordanu, Spjev o Bogo-čovjeku